# Heisteria barbata
Heisteria barbata är en tvåhjärtbladig växtart som beskrevs av José Cuatrecasas. Heisteria barbata ingår i släktet Heisteria och familjen Erythropalaceae. Inga underarter finns listade i Catalogue of Life.